# Harman River (Arahura River)
Der Harman River ist ein Fluss im Westen der Südinsel Neuseelands, der in den Neuseeländischen Alpen entspringt und über den Arahura River zur Tasmansee hin entwässert. Der Fluss entspringt an der Nordflanke des 1980 m hohen Mount Beals und fließt in einem Bogen mit erst nordwestlicher, dann nordöstlicher Orientierung entlang der Donovan Ridge zur Mündung in den Arahura River. Nahe der Mündung überspannt eine Brücke für Wanderer den Fluss, welche Teil des Wanderwegs Three Passes Route ist.